# Andreas Panayiotou
Andreas Panayiotou (Nicosia, 31 de mayo de 1995) es un futbolista chipriota que juega en la demarcación de defensa para el AEL Limassol FC de la Primera División de Chipre.

## Selección nacional
Tras jugar en varias categorías inferiores de la selección, finalmente hizo su debut con la selección de fútbol de Chipre en un partido amistoso contra Kazajistán que finalizó con un resultado de 3-1 tras los goles de Nestoras Mytidis, Fanos Katelaris y Dimitris Hristofi para Chipre, y de Tanat Nuserbaev para el combinado kazajo.

## Clubes
| Club                | País   | Año       | Partidos | Goles |
| ------------------- | ------ | --------- | -------- | ----- |
| AC Omonia           | Chipre | 2012-2018 | 30       | 0     |
| Pafos FC            | Chipre | 2018-2020 | 40       | 1     |
| Apollon Limassol FC | Chipre | 2020-2024 | 96       | 1     |
| AEL Limassol FC     | Chipre | 2024-     | 29       | 1     |